# Gare de Zelzate
Ne doit pas être confondu avec gare de Zelzate-Canal.
La gare de Zelzate (en néerlandais : station Zelzate) est une ancienne gare ferroviaire belge des lignes 55, de Gand à Terneuzen, 55A, de Zelzate à Eeklo et 77, de Saint-Gilles-Waes à Zelzate desservant la commune de Zelzate, dans la province de Flandre-Orientale en Région flamande.
Mise en service en 1865 sur le chemin de fer concédé de Gand à Terneuzen, elle devient un carrefour ferroviaire vers 1870, mais ferme aux voyageurs en 1960. Le changement de cours du canal de Terneuzen place l'ancienne gare de Zelzate sur la rive opposée. Elle est démolie et la ligne industrielle qui remplace les chemins de fer d'origine ferme en 1990.
La nouvelle gare de Zelzate, réservée aux marchandises, est en service depuis 1965.

## Situation ferroviaire
Établie à 6 m d'altitude, la gare de Zelzate est située au point kilométrique (PK) 24.7 de la ligne 55 de Wondelgem (Gand) à Zelzate (frontière) en direction de Terneuzen, se trouvant entre la halte de Klein-Rusland et la frontière. Elle constituait le PK 23.4 avant le changement de tracé[Lequel ?].
Les lignes 55A, dont elle était le PK 0.0, et 77A (PK 26.8 avant 1965), ont depuis fermé et été démantelées. La bifurcation avec la ligne 77 se trouvait à la sortie de l'ancienne gare de Zelzate tandis que la ligne 55A a été raccordée au nouvel itinéraire avant d'être supprimée.

## Histoire
La station de Zelzate est mise en service le 20 décembre 1865 par la Compagnie du chemin de fer de Gand à Terneuzen, lorsqu'elle ouvre à l'exploitation la section de Wondelgem à Zelzate. Ce chemin de fer a pour vocation d'offrir un débouché vers la mer du Nord aux produits de l'industrie gantoise et aurait pu circonvenir le péage sur l'Escaut, imposé par les Pays-Bas, mais supprimé en 1863 grâce à une compensation financière de la Belgique. La ligne est exploitée seulement pour le trafic des marchandises jusqu'au 1er janvier 1866.
Deux autres compagnies privées, le Chemin de fer d'Eecloo à Anvers et le Chemin de fer de Lokeren à la frontière des Pays-Bas, ont obtenu des concessions ferroviaires prévoyant un franchissement du canal Gand-Terneuzen à Zelzate. La seconde inaugure la section de Lokeren à Zelzate en 1867. La même année, ces trois compagnies dont le réseau est encore inachevé s’intègrent dans la Société générale d'exploitation de chemins de fer (SGE) qui regroupe de nombreuses compagnies belges. Cette dernière doit faire réaliser les lignes à construire par la Compagnie des Bassins houillers du Hainaut.
La mise en service du tronçon transfrontalier de Zelzate à Terneuzen a lieu en 1869. La ligne de Lokeren est également prolongée vers Assenede 1869 mais n'atteindra jamais la mer. Les Bassins houillers réalisent encore la ligne vers Eeklo le 15 avril 1871 et le prolongement de Moerbeke-Waes à Saint-Gilles-Waes de la ligne vers Anvers-rive-gauche, qui n'ira pas plus loin. La nationalisation en 1896 du chemin de fer de Gand à Anvers (rive gauche) et sa mise à écartement normal rendront possible le prolongement des trains de la ligne 77 jusqu'à la rive de gauche de l'Escaut face à Anvers mais ce chemin de fer d'Anvers à Gand, au trajet plus rectiligne, s'imposera face au trajet par Eeklo et Zelzate.
La reprise par l’État belge en 1870 de 601 km de concessions ferroviaires de la SGE en l'échange de la construction de  nouvelles lignes pour l'État n'a pas d'impact pour les concessions ferroviaires rayonnant autour de Zelzate : la SGE conservant sa mainmise sur la majorité des lignes de Flandre. Toutefois, la situation financière de plus en plus précaire des Bassins Houillers et des autres sociétés de Simon Philippart se conclut par la faillite du groupe en 1878 et la déroute de la SGE. Certaines des compagnies constituantes reprennent leur indépendance — c'est le cas du Gand-Terneuzen — tandis que les sociétés d'Anvers-Eecloo et Lokeren négocient un rachat par l'Administration des chemins de fer de l'État belge (future SNCB). La gare de Moerbeke devient une station de commune entre l’État belge et le Gand-Terneuzen le 1er juillet 1878.
Le Chemin de fer Gand-Terneuzen sera finalement racheté par la SNCB en 1930.
La traversée du Canal Gand-Terneuzen se fait par un pont tournant construit en 1867. Toutefois, la largeur insuffisante du canal, dont un méandre traverse la ville, motive le creusement d'un nouveau cours en 1877 avec un second pont tournant parallèle au premier. Le pont de 1867 n'est pas immédiatement détruit car il donne accès aux industries de l'"île" comprise entre les deux bras du canal,
En 1910, afin d'augmenter le gabarit du canal et de se débarrasser du pilier central du pont tournant de la ligne 77, obstacle à la navigation, un impressionnant pont-bascule est bâti en amont, sur une déviation de la ligne. Il est toutefois détruit par les Allemands en retraite en 1918.
Jusqu'en 1928, les lignes venant de Saint-Gilles, Moerbeke et Lokeren sont coupées en deux. Une halte appelée Zelzate-Canal est alors créée sur l'ancien tracé afin que les voyageurs puissent rejoindre Zelzate, rive gauche, par la route.
Le pont-bascule reconstruit est à nouveau dynamité en 1940, interrompant pour de bon la liaison entre les deux berges. Les trains venant d'Eeklo auront dès lors leur terminus en gare de Zelzate sur la ligne de Gand à Terneuzen tandis que Zelzate-Canal reprend du service jusqu'à l'arrêt des circulations sur la ligne 77 en 1952.
À partir l'année suivante, la fermeture d'une partie de la ligne 77 (entre Saint-Gilles-Waes et Kemzeke) fait de la ligne 77A le seul accès au nœud ferroviaire de Moerbeke.
La desserte voyageurs de Zelzate, gare terminus depuis l'arrêt du service voyageurs au-delà de la frontière en 1939, est finalement supprimée en 1961.
Au milieu des années 1960, le canal Gand-Terneuzen est une fois de plus élargi puis suivre l'évolution des navires de haute mer. La traversée de Zelzate est désaffectée au profit d'un nouvel itinéraire passant plus à l'ouest, sur lequel est prévue une traversée routière mais pas de pont ferroviaire à Zelzate. À la place, la section des lignes 55 et 55A excavée pour le creusement du canal est reportée sur la nouvelle rive gauche. Sur la rive droite, le comblement de l'ancien canal fait que l'ancienne gare de Zelzate est reconnectée à la ligne 77, laquelle est reliée à la nouvelle Ligne industrielle 204 vers Gand, sur la rive droite du canal.
La nouvelle gare de Zelzate est mise en service en 1965 sur le tracé révisé et sert exclusivement aux marchandises. L'ancien bâtiment est quant à lui démoli. Le terrain laissé vacant verra passer des trains jusqu'en 1990.